# Joux-la-Ville
Joux-la-Ville is een gemeente in het Franse departement Yonne (regio Bourgogne-Franche-Comté) en telt 1068 inwoners (1999). De plaats maakt deel uit van het arrondissement Avallon.

## Geografie
De oppervlakte van Joux-la-Ville bedraagt 43,0 km², de bevolkingsdichtheid is 24,8 inwoners per km².
De onderstaande kaart toont de ligging van Joux-la-Ville met de belangrijkste infrastructuur en aangrenzende gemeenten.

## Demografie
Onderstaande figuur toont het verloop van het inwonertal (bron: INSEE-tellingen).